# 제 의공
제 의공(齊 懿公, ? - 기원전 609년, 재위 : 기원전 612년 - 기원전 609년)은 중국 춘추 시대 제나라의 제 21대 후작이며, 성은 강(姜)이고 휘는 상인(商人)이다. 제 환공과 밀희의 아들이다.

## 군위 다툼과 즉위
제 환공 말년 군위를 다툰 다섯 공자 중 한 명으로, 제후 무궤 사후 배다른 형인 세자 소가 송의 도움을 받아 제후 위에 오르려 하는 것을 다른 공자들과 함께 저지하고 일단은 소를 송나라로 쫓아 보냈다. 그러나 송 양공과 싸워 져 결국 세자 소가 즉위하여 제 효공이 되었다.
군위에 오르지 못하게 되자, 음으로 현명한 선비와 사귀고 백성들을 달랬다. 제 효공의 뒤를 이은 다른 배다른 형인 제 소공이 기원전 612년에 죽고 그 아들 제군 사가 군위에 올랐으나, 세력이 외롭고 약했다. 이에 많은 사람들과 함께 묘상에서 제군 사를 죽였다.
《사기》〈제태공 세가〉에서는 '상인이 자립하여 의공이 되었다'고 한다. 《춘추좌씨전》〈문공 14년〉에서는 일단 또 다른 배다른 형 공자 원에게 군위를 양보하나, 공자 원이 “나는 너를 섬길 수 있어도, 너는 나를 섬길 수 없다”라며 거부하고 공자 상인이 군위에 오르는 것으로 나온다. 이리하여 공자 상인은 제후로 즉위했다.

## 거듭되는 노 침공
공자 상인이 즉위한 후, 제군 사의 외가인 노나라에서는 양중을 주 왕에게 사자로 보내 제나라에 있는 제군 사의 어머니 소희(昭姬, 다른 이름으로 자숙희, 숙희라고도 한다)를 불러들이기를 청했다.
주 왕은 선백을 사자로 제나라에 보내 숙희를 청했는데, 제나라는 선백과 자숙희를 잡아들였다.또 이듬해 가을에는 노나라 서비를 쳤다. 겨울 11월, 진(晉), 송(宋), 위(衛), 채(蔡), 정(鄭), 허(許), 조(曹) 여섯 나라가 호(扈)에서 회맹하고 제나라 토벌을 모의했다.
제나라는 진나라에 뇌물을 주고 제나라 토벌을 없던 일로 만들게 해, 위기를 넘겼다. 이듬해 봄, 노나라가 곡양에서 제와 만나고자 했으나, 제후는 가지 않았다.
여름, 노나라가 양중을 제나라에 보내 뇌물을 바친 후에야, 두 나라는 처(郪)에서 회맹했다.이듬해, 곧 노 문공 17년, 여름에 또 노나라 서비를 쳐, 노나라 양중이 제나라에 회맹을 청했다.

## 죽음
《사기》〈제태공 세가〉에서 말하는 의공의 죽음은 다음과 같다. 의공이 공자였을 때, 병융(丙戎)의 아버지와 사냥을 하여 이기지 못했으므로, 즉위한 후 그 아버지의 발을 끊었고, 병융을 자기 종으로 삼았다. 또 용직(庸職)의 아내를 좋아하여, 자기 궁에 두고, 용직을 참승으로 부렸다.
노 문공 18년(기원전 609년) 5월, 의공이 신지라는 못으로 놀러갔는데, 이 두 사람이 서로 농을 주고받았다. 용직은 병융에게 “발 끊긴 아들!”이라 말했고, 병융은 용직에게 “아내 빼앗긴 놈!”이라 말했다. 둘은 함께 의공을 원망하였고, 의공은 수레 위에서 살해당해 시체는 나무 숲 가운데에 버려졌다.
《춘추좌씨전》〈문공 18년〉의 이야기도 위와 비슷하나, 병융과 용직이 각각 병촉(邴歜)과 염직(閻職)으로 나오며, 의공이 병촉의 아버지와 밭을 가지고 다투었으나 이기지 못했다고 한다.
의공은 교만하여 백성이 따르지 않았으므로, 제나라 사람들은 의공의 아들을 폐하고 공자 원을 위나라에서 맞아들여 세우니 제 혜공이다.
| 전임 제군 사 | 제21대 제나라 후작 기원전 612년 ~ 기원전 609년 | 후임 혜공 원 |